# Eugen von Kesseler

Eugen von Kesseler (1832–1885). Photographie von Leopold Haase & Comp., Berlin, um 1874

Eugen von Kesseler (* 4. April 1832 in Düsseldorf; † 4. Februar 1885 in Köln) war Jurist und Reichstagsabgeordneter.

## Herkunft
Seine Eltern waren Franz Peter Christoph Hubert Nepomuk von Kesseler (* 5. November 1796; † 9. Februar 1865) und dessen Ehefrau Juliane Henriette Antonie Pauline von Heister (* 1. September 1801; † 10. Juni 1868).

## Leben
Kesseler besuchte das Friedrich-Wilhelm-Gymnasium in Köln und studierte von 1849 bis 1852 Rechtswissenschaften an den Universitäten in Bonn und Berlin. 1852 wurde er Referendar in Koblenz, leistete während seiner Referendarzeit einen einjährigen freiwilligen Militärdienst und war seit 1855 Leutnant der Landwehr. Er wurde 1857 Assessor am Landgericht in Köln. 1860–1861 nahm er einen einjährigen Urlaub, um in der Armee des Papstes als Oberleutnant zu dienen. Für seine militärische Leistung in der Schlacht von Castelfidardo erhielt er die päpstliche Castelfidardo-Medaille und das Ritterkreuz des Gregoriusordens. In den 1870er Jahren war er Landgerichtsrat in Köln und Rittergutsbesitzer in Monheim am Rhein, Daberg und Kollenbach.
Von 1870 bis 1874 war er als Abgeordneter des Wahlkreises Regierungsbezirk Köln 3 (Rheinbach – Bonn) Mitglied des Preußischen Abgeordnetenhauses, von 1882 bis 1885 war er erneut im Abgeordnetenhaus als Vertreter des Wahlkreises Köln 1 (Stadtkreis Köln). Von 1871 bis 1884 war er Mitglied des Deutschen Reichstags für das Zentrum für den Wahlkreis Köln 4 (Rheinbach-Bonn).
Eugen von Kessler liegt im Marienburgpark zu Monheim begraben, das Grab ist noch existent (2011).

## Familie
Er heiratete am 22. Februar 1862 Franziska Simmons (* 12. Januar 1839; † 4. Februar 1885). Das Paar hatte mehrere Kinder:
- Otto Franz Appolinax Huber (* 6. Dezember 1862)
- Hermann Josef Felix Appolinax (* 3. Juni 1864)
- Eugen Carl Maria Hubert Appolinax (* 2. Juli 1865; † 16. April 1888)
- Franz (1867–1867)
- Franz Karl Hubert Appolinax (* 15. Mai 1869)
- Maria Adelheid Huberta Appolina (* 16. November 1870)
- Klara Elisabeth Huberta Appolina (* 6. November 1870)
- Franziska Maria Aloysia Huberta Appolina (* 28. April 1872)
- Felix Theodor Hubert Appolinax (* 12. Juli 1874)
- Josef Bruno Joachim Hubert Appolinax (* 17. November 1876)
- Anna Maria Paula Huberta Appolina (* 16. Februar 1878)